# John Wentworth (1737–1820)
John Wentworth, född den 9 augusti 1737 i Portsmouth, New Hampshire, död den 8 april 1820 i Halifax, Nova Scotia, var en brittisk koloniguvernör. 
Wentworth, som tillhörde en 1636 till Boston utvandrad puritansläkt från Lincolnshire, blev 1766 guvernör i New Hampshire, men vid utbrottet av de nordamerikanska koloniernas resning blev hans ställning där ohållbar.
Hhan nödgades juli 1775 fly till Boston, vistades 1778-83 i London, var sedan chef för skogsvården i Brittiska Nordamerika 1783-92 och guvernör i Nova Scotia 1792-1808. Han upphöjdes 1795 till knight. 
Wentworth var en duglig guvernör och hade stor andel i grundläggningen av det för Nya Englands kulturella liv betydelsefulla lärosätet Dartmouth College i Hanover, New Hampshire.